# Zuriza

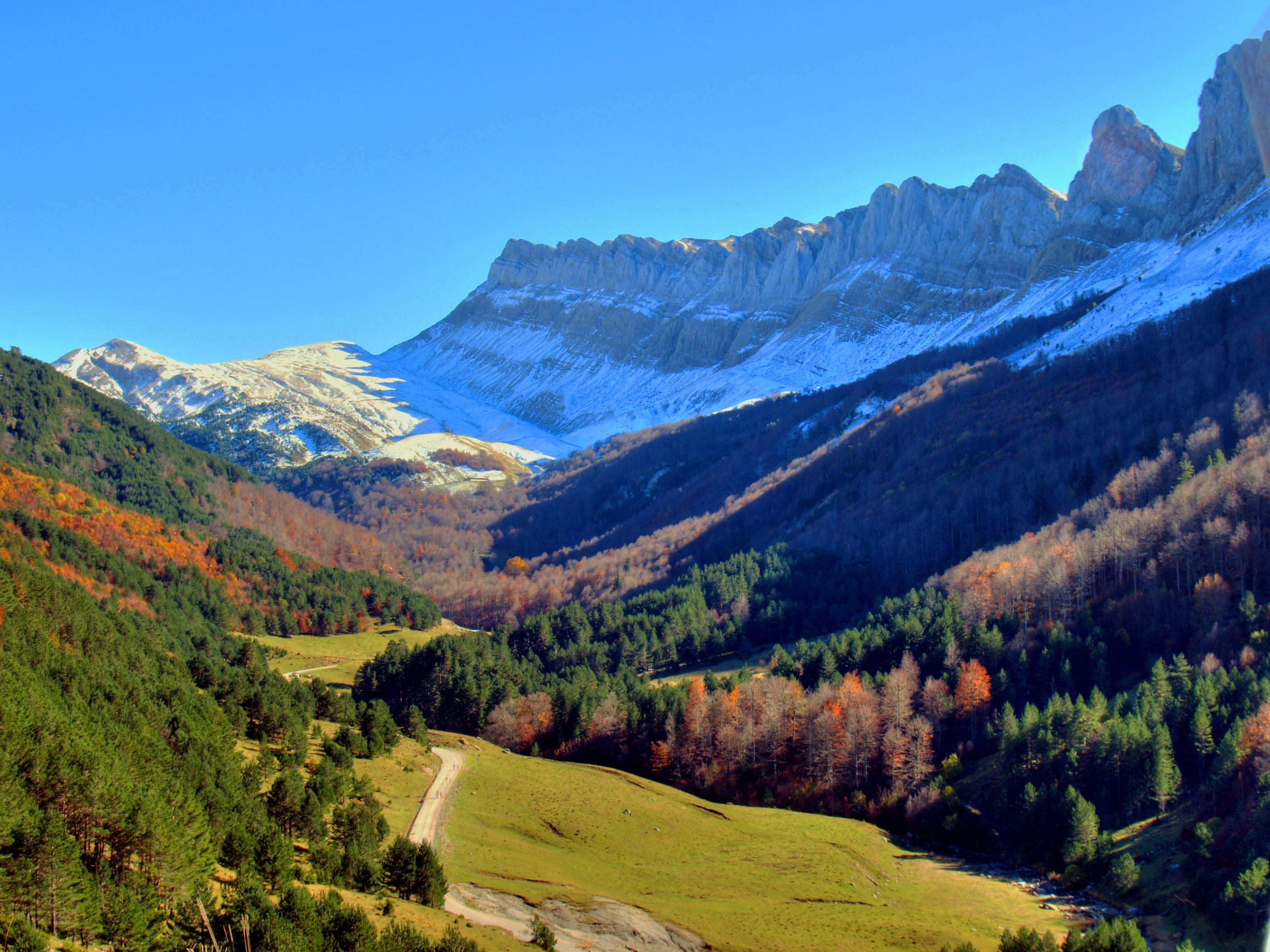
Blick von Zuriza auf die Bergspitzen Los Alanos

Zuriza ist ein spanischer Ort in den Pyrenäen in der Provinz Huesca der Autonomen Gemeinschaft Aragonien. Zuriza ist ein Ortsteil der Gemeinde Ansó. Das Dorf liegt 14 Kilometer nördlich von Anso. Auf dem Gebiet von Zuriza entspringt der Fluss Veral, der in den Río Aragón mündet.

## Sehenswürdigkeiten
- Casa Cuartel, Gebäude aus dem 19. Jahrhundert für die Polizei (Carabineros), die den Schmuggel zwischen Spanien und Frankreich verhindern sollte